# Петков, Милен
Милен Иванов Петков (болг. Милен Иванов Петков; род. 12 января 1974, Генерал-Тошево) — болгарский футболист, игравший на позиции опорного полузащитника.

## Клубная карьера
В возрасте 17 лет стал игроком клуба «Добруджа». 21 августа 1994 Петков забил гол в ворота столичного ЦСКА и сделал итоговый счёт 1:0 перед 12000 зрителями. Играя за родной клуб, он получает вызовы в молодёжную сборную Болгарии.
Летом 1995 года стал игроком софийского ЦСКА, где за 4,5 сезона сыграл 119 матчей и забил 16 голов в национальном чемпионате. С ним Петков выиграл национальный чемпионат и дважды национальный кубок. В сезоне 1998/1999 получил награду «Игрок года в чемпионате Болгарии».
В январе 2000 перешёл в афинский АЕК, где дважды становился обладателем кубка Греции. В Греции выступал также за «Атромитос» и «Илисиакос».
С 2008 по 2010 года играл за «Черно море».
В начале 2011 года вернулся в «Добруджа», где весной завершил карьеру футболиста.

## Карьера в сборной
Дебют за национальной сборную Болгарии состоялся 11 марта 1997 года в товарищеском матче против сборной Словакии. Был включён в составы на чемпионат мира 1998 во Франции и чемпионат Европы 2004 в Португалии. Всего Петков за сборную сыграл 37 матчей и забил 1 гол.

### Гол за сборную
| #  | Дата        | Место                  | Соперник | Счет | Результат | Турнир            |
| -- | ----------- | ---------------------- | -------- | ---- | --------- | ----------------- |
| 1. | 2 июня 2004 | Дженерали Арена, Прага | Чехия    | 3-1  | 3-1       | Товарищеский матч |

## Достижения
ЦСКА София
- Чемпион Болгарии: 1996/97
- Обладатель Кубка Болгарии: 1996/97, 1998/99

АЕК Афины
- Обладатель Кубка Греции: 1999/00, 2001/02